# لوئیس کارلوس (بازیکن فوتبال، زاده ۱۹۹۰)
لوئیس کارلوس (انگلیسی: Luis Carlos؛ زادهٔ ۱۶ دسامبر ۱۹۹۰) بازیکن فوتبال اهل اسپانیا است.
از باشگاه‌هایی که در آن بازی کرده‌است می‌توان به باشگاه فوتبال هرکولس اشاره کرد.